# Austrian Football League 2017
La Austrian Football League 2017 è stata la 33ª edizione del campionato di football americano di primo livello, organizzato dalla AFBÖ.

## Squadre partecipanti
| Club                  | Città     | Stadio | Sponsor ufficiale | Risultato nella stagione 2016 |
| --------------------- | --------- | ------ | ----------------- | ----------------------------- |
| AFC Rangers Mödling   | Mödling   |        |                   |                               |
| Cineplexx Blue Devils | Hohenems  |        |                   |                               |
| Danube Dragons        | Vienna    |        |                   |                               |
| Graz Giants           | Graz      |        |                   |                               |
| Ljubljana Silverhawks | Lubiana   |        |                   |                               |
| Tirol Raiders         | Innsbruck |        |                   |                               |
| Traun Steelsharks     | Traun     |        |                   |                               |
| Vienna Vikings        | Vienna    |        | Dacia             |                               |

## Stagione regolare

### Calendario

#### 1ª giornata
| Vienna 25 marzo 2017, ore 15:00 | Danube Dragons | 35 – 40 (14-0 7-28 7-6 7-6) | AFC Rangers Mödling | Stadion Stadlau (1500 spett.) |

| Traun 25 marzo 2017, ore 17:00 | Traun Steelsharks | 14 – 62 (0-6 0-35 7-7 7-14) | Tirol Raiders | Trauner Stadion (2000 spett.) |

| Lubiana 26 marzo 2017, ore 15:00 | Ljubljana Silverhawks | 14 – 49 (0-7 14-14 0-14 0-14) | Vienna Vikings | Športni Park Ljubljana |

| Hohenems 26 marzo 2017, ore 15:00 | Cineplexx Blue Devils | 6 – 42 (0-0 0-14 0-28 6-0) | Graz Giants | Stadion Herrenried |

#### 2ª giornata
| Graz 1º aprile 2017, ore 14:00 | Graz Giants | 26 – 31 (7-6 0-13 7-0 12-12) | Ljubljana Silverhawks | Stadion Eggenberg (1500 spett.) |

| Innsbruck 1º aprile 2017, ore 14:30 | Tirol Raiders | 33 – 27 (14-6 6-6 7-3 6-12) | Vienna Vikings | Tivoli-Neu Stadion (4188 spett.) |

| Vienna 1º aprile 2017, ore 15:00 | Danube Dragons | 37 – 0 (0-0 10-0 27-0 0-0) | Traun Steelsharks | Stadion Stadlau (500 spett.) |

| Mödling 1º aprile 2017, ore 15:00 | AFC Rangers Mödling | 62 – 20 (14-0 14-7 20-7 14-6) | Cineplexx Blue Devils | Stadion Mödling (700 spett.) |

#### 3ª giornata
| Lubiana 15 aprile 2017, ore 15:00 | Ljubljana Silverhawks | 27 – 61 (0-28 7-16 0-14 20-3) | Tirol Raiders | Športni Park |

| Mödling 15 aprile 2017, ore 16:00 | AFC Rangers Mödling | 12 – 22 (0-6 6-6 6-7 0-3) | Graz Giants | Stadion Mödling |

| Traun 15 aprile 2017, ore 17:00 | Traun Steelsharks | 20 – 54 (0-20 0-21 0-7 20-6) | Danube Dragons | Trauner Stadion (1200 spett.) |

| Vienna 17 aprile 2017, ore 15:00 | Vienna Vikings | 69 – 0 (20-0 21-0 14-0 14-0) | Cineplexx Blue Devils | Hohe Warte Stadion (1200 spett.) |

#### 4ª giornata
| Innsbruck 29 aprile 2017, ore 14:30 | Tirol Raiders | 58 – 13 (20-7 17-6 14-0 7-0) referto | AFC Rangers Mödling | Tivoli-Neu Stadion (2800 spett.) |

| Graz 29 aprile 2017, ore 15:00 | Graz Giants | 34 – 6 (21-0 7-0 0-0 6-0) referto | Traun Steelsharks | Stadion Eggenberg (1400 spett.) |

| Vienna 29 aprile 2017, ore 16:00 | Danube Dragons | 27 – 28 (7-7 10-7 3-0 7-14) referto | Ljubljana Silverhawks | Stadion Stadlau (300 spett.) |

| Hohenems 30 aprile 2017, ore 17:00 | Cineplexx Blue Devils | 0 – 58 (0-14 0-21 0-20 0-3) referto | Vienna Vikings | Stadion Herrenried |

#### 5ª giornata
| Graz 13 maggio 2017, ore 15:00 CEST | Graz Giants | 14 – 31 (7-3 0-7 7-7 0-14) referto | Tirol Raiders | Stadion Eggenberg (1500 spett.) |

| Mödling 13 maggio 2017, ore 16:00 CEST | AFC Rangers Mödling | 42 – 48 (7-0 14-28 7-6 14-14) referto | Danube Dragons | Stadion Mödling |

| Traun 13 maggio 2017, ore 17:00 CEST | Traun Steelsharks | 26 – 21 (6-7 8-7 12-7 0-0) referto | Cineplexx Blue Devils | Trauner Stadion (1500 spett.) |

| Vienna 14 maggio 2017, ore 15:00 CEST | Vienna Vikings | 48 – 35 (14-13 0-15 21-0 12-7) referto | Ljubljana Silverhawks | Hohe Warte Stadion (1821 spett.) |

#### 6ª giornata
| Vienna 20 maggio 2017 | Danube Dragons | 33 – 52 (0-14 21-21 0-3 12-14) referto | Graz Giants | Sportplatz Donaufeld |

| Vienna 20 maggio 2017 | Vienna Vikings | 31 – 14 (7-0 10-7 7-7 7-0) referto | Tirol Raiders | Hohe Warte Stadion |

| Hohenems 21 maggio 2017 | Cineplexx Blue Devils | 0 – 48 (0-21 0-13 0-14 0-0) referto | AFC Rangers Mödling | Stadion Herrenried |

| Lubiana 21 maggio 2017 | Ljubljana Silverhawks | 62 – 34 (14-0 12-6 14-22 22-6) referto | Traun Steelsharks | Športni Park |

#### 7ª giornata
| Mödling 3 giugno 2017, ore 16:00 CEST | AFC Rangers Mödling | 27 – 61 (7-7 0-27 0-14 20-13) referto | Vienna Vikings | Stadion Mödling |

| Innsbruck 3 giugno 2017, ore 17:00 CEST | Tirol Raiders | 56 – 49 (21-14 14-28 21-7 0-0) referto | Graz Giants | Tivoli-Neu Stadion (3500 spett.) |

| Traun 3 giugno 2017, ore 17:00 CEST | Traun Steelsharks | 27 – 61 (0-20 13-21 14-0 0-20) referto | Ljubljana Silverhawks | Trauner Stadion (1500 spett.) |

| Vienna 5 giugno 2017, ore 15:00 CEST | Danube Dragons | 61 – 10 (14-7 26-0 21-0 0-3) referto | Cineplexx Blue Devils | Stadion Stadlau |

#### 8ª giornata
| Graz 17 giugno 2017, ore 15:00 CEST | Graz Giants | 34 – 27 (0-7 12-14 15-6 7-0) referto | Danube Dragons | ASKÖ Stadion Eggenberg (1600 spett.) |

| Wattens 17 giugno 2017, ore 16:00 CEST | Tirol Raiders | 70 – 14 (21-14 14-0 21-0 14-0) referto | Cineplexx Blue Devils | Gernot Langes Stadion (900 spett.) |

| Lubiana 17 giugno 2017, ore 16:00 CEST | Ljubljana Silverhawks | 49 – 35 (13-7 14-21 8-0 14-7) referto | AFC Rangers Mödling | Športni Park Kodeljevo |

| Vienna 18 giugno 2017, ore 15:00 CEST | Vienna Vikings | 69 – 22 (28-0 27-7 0-8 14-7) referto | Traun Steelsharks | Hohe Warte Stadion (1500 spett.) |

#### 9ª giornata
| Graz 24 giugno 2017, ore 15:00 CEST | Graz Giants | 7 – 27 (7-7 0-7 0-13 0-0) referto | Vienna Vikings | ASKÖ Stadion Eggenberg |

| Wattens 24 giugno 2017, ore 16:00 CEST | Tirol Raiders | 45 – 19 (7-0 10-13 14-6 14-0) referto | Danube Dragons | Gernot Langes Stadion (700 spett.) |

| Traun 24 giugno 2017, ore 17:00 CEST | Traun Steelsharks | 6 – 56 (0-7 0-28 0-21 6-0) referto | AFC Rangers Mödling | Trauner Stadion |

| Hohenems 25 giugno 2017, ore 15:00 CEST | Cineplexx Blue Devils | 28 – 56 (0-14 14-7 0-14 14-21) referto | Ljubljana Silverhawks | Stadion Herrenried |

#### 10ª giornata
| Lubiana 1º luglio 2017, ore 16:00 CEST | Ljubljana Silverhawks | 20 – 23 (0-7 7-0 13-7 0-9) referto | Graz Giants | Športni Park |

| Mödling 1º luglio 2017, ore 16:00 CEST | AFC Rangers Mödling | 16 – 55 (0-6 3-14 0-7 13-28) referto | Tirol Raiders | Stadion Mödling |

| Vienna 2 luglio 2017, ore 15:00 CEST | Vienna Vikings | 62 – 22 (21-0 14-7 14-0 13-15) referto | Danube Dragons | Hohe Warte Stadion |

| Hohenems 2 luglio 2017, ore 15:00 CEST | Cineplexx Blue Devils | 64 – 63 (d.t.s.) (21-21 15-15 14-0 7-21 7-6) referto | Traun Steelsharks | Stadion Herrenried |

### Classifica
La classifica della regular season è la seguente:
- PCT = percentuale di vittorie, G = partite giocate, V = partite vinte,  P = partite perse, PF = punti fatti, PS = punti subiti

| Pos. | Squadra               | PCT  | G  | V | N | P | PF  | PS  |
| ---- | --------------------- | ---- | -- | - | - | - | --- | --- |
| 1    | Vienna Vikings        | .900 | 10 | 9 | 0 | 1 | 501 | 174 |
| 2    | Tirol Raiders         | .900 | 10 | 9 | 0 | 1 | 485 | 224 |
| 3    | Ljubljana Silverhawks | .600 | 10 | 6 | 0 | 4 | 383 | 358 |
| 4    | Graz Giants           | .600 | 10 | 6 | 0 | 4 | 303 | 249 |
| 5    | Danube Dragons        | .400 | 10 | 4 | 0 | 6 | 363 | 333 |
| 6    | AFC Rangers Mödling   | .400 | 10 | 4 | 0 | 6 | 351 | 354 |
| 7    | Traun Steelsharks     | .100 | 10 | 1 | 0 | 9 | 218 | 520 |
| 8    | Cineplexx Blue Devils | .100 | 10 | 1 | 0 | 9 | 163 | 555 |

## Playoff

### Tabellone
La migliore delle qualificate in seguito alle Wild Card ha incontrato in semifinale la seconda classificata della stagione regolare, mentre la peggiore ha incontrato la prima.
|  | Wild Card | Wild Card             | Wild Card |  |  | Semifinali | Semifinali            | Semifinali    |               |    | XXXIII Austrian Bowl | XXXIII Austrian Bowl | XXXIII Austrian Bowl |  |
|  |           |                       |           |  |  |            |                       |               |               |    |                      |                      |                      |  |
|  |           |                       |           |  |  | 1          | Vienna Vikings        | 21            |               |    |                      |                      |                      |  |
|  | 4         | Graz Giants           | 21        |  |  |            | Danube Dragons        | 18            |               |    |                      |                      |                      |  |
|  | 5         | Danube Dragons        | 28        |  |  |            |                       |               |               |    | Vienna Vikings       | Vienna Vikings       | 45                   |  |
|  |           |                       |           |  |  |            |                       | Tirol Raiders | Tirol Raiders | 26 |                      |                      |                      |  |
|  |           |                       |           |  |  | 2          | Tirol Raiders         | 45            |               |    |                      |                      |                      |  |
|  | 3         | Ljubljana Silverhawks | 49        |  |  |            | Ljubljana Silverhawks | 27            |               |    |                      |                      |                      |  |
|  | 6         | AFC Rangers Mödling   | 20        |  |  |            |                       |               |               |    |                      |                      |                      |  |

### Wild Card
| Graz 15 luglio 2017 | Graz Giants | 21 – 28 (3-0 0-7 11-7 7-14) referto | Danube Dragons | ASKÖ Stadion Eggenberg |

| Lubiana 15 luglio 2017 | Ljubljana Silverhawks | 49 – 20 (14-0 14-7 7-6 14-7) referto | AFC Rangers Mödling | Sportni Park |

### Semifinali
| Innsbruck 22 luglio 2017, ore 19:00 | Tirol Raiders | 45 – 27 (3-0 21-7 7-12 14-8) referto | Ljubljana Silverhawks | Tivoli-Neu Stadion |

| Vienna 23 luglio 2017, ore 15:00 | Vienna Vikings | 21 – 18 (7-0 0-3 7-0 7-15) referto | Danube Dragons | Hohe Warte Stadion |

### XXXIII Austrian Bowl
| Klagenfurt am Wörthersee 29 luglio 2017, ore 19:30 | Vienna Vikings | 45 – 26 (7-0 17-14 7-6 14-6) referto | Tirol Raiders | Wörthersee Stadion (4400 spett.) |

## Verdetti
- Vienna Vikings Campioni dell'Austria 2017